# APBB3
APBB3 (do inglês: Amyloid beta A4 precursor protein-binding family B member 3) é uma proteína que nos humanos é codificada pelo gene com o mesmo nome.
A proteína codificada por este gene é um membro da família proteíca APBB. Pode ser encontrada no citoplasma e liga-se ao domínio intracelular da proteína percursora amilóide (APP) assim como a outra proteína semelhantes à APP. Pensa-se que a proteína codificada por este gene possa modular a internalização da APP. Múltiplas variantes de transcriptos codificando diferentes isoformas foram encontradas para este gene.